# کرنل شیر کل
کرنل شیر کل (به انگلیسی: Karnal Sher Kill) یک منطقهٔ مسکونی در پاکستان است که در خیبر پختونخوا واقع شده‌است.